# Vallensved
Vallensved – miasto w Danii, w regionie Zelandia, w gminie Næstved.